# William Edward Abbott
William Edward Abbott, född 1 april 1844, död 14 november 1924, var en australisk politiker och ledamot för New South Wales lagstiftande församling för Upper Hunter som protektionist under 1890. Abbott tjänstgjorde även som ordförande i Council of the Pastoralists' Union och Pastoralists' Federal Council of Australia.